# Aristolochia raja
Aristolochia raja är en piprankeväxtart som beskrevs av Mart. & Zucc.. Aristolochia raja ingår i släktet piprankor, och familjen piprankeväxter. Inga underarter finns listade i Catalogue of Life.